# Associazione Calcio Lecco 1933-1934
Questa pagina raccoglie le informazioni riguardanti l'Associazione Calcio Lecco nelle competizioni ufficiali della stagione 1933-1934.

## Stagione
In questa stagione il Lecco ha disputato il girone B della Prima Divisione piazzandosi al quinto posto con 29 punti.

## Rosa
| N. |                   | Ruolo | Calciatore          |
| -- | ----------------- | ----- | ------------------- |
|    | Italia (bandiera) | P     | Augusto Mauri       |
|    | Italia (bandiera) | P     | Enrico Pedotti      |
|    | Italia (bandiera) | D     | Gino Ballerini      |
|    | Italia (bandiera) | D     | Adone Mario Comotti |
|    | Italia (bandiera) | D     | Marco Lietti        |
|    | Italia (bandiera) | D     | Renzo Polvara       |
|    | Italia (bandiera) | D     | Giovanni Saverio    |
|    | Italia (bandiera) | D     | Emilio Scarpellini  |
|    | Italia (bandiera) | C     | Arnaldo Aliverti    |
|    | Italia (bandiera) | C     | Aristide Asnaghi    |

| N. |                   | Ruolo | Calciatore       |
| -- | ----------------- | ----- | ---------------- |
|    | Italia (bandiera) | C     | Mario Cerati     |
|    | Italia (bandiera) | C     | Dario Longardi   |
|    | Italia (bandiera) | C     | Pasquale Rossini |
|    | Italia (bandiera) | C     | Renzo Tonani     |
|    | Italia (bandiera) | A     | Romano Buschi    |
|    | Italia (bandiera) | A     | Vittorio Grilli  |
|    | Italia (bandiera) | A     | Tullio Moretti   |
|    | Italia (bandiera) | A     | Felice Tedeschi  |
|    | Italia (bandiera) | A     | Mauro Tedeschi   |
|    | Italia (bandiera) | A     | Italo Venturi    |